# Trigona guianae
Trigona guianae är en biart som beskrevs av Cockerell 1912. Trigona guianae ingår i släktet Trigona och familjen långtungebin. Inga underarter finns listade i Catalogue of Life.